# ワルテル・センテーノ
ワルテル・センテーノ（Walter Centeno Corea、1974年10月6日 - ）は、コスタリカの元サッカー選手。元コスタリカ代表。ポジションはミッドフィールダー。

## 経歴

### クラブ
コスタリカの強豪・デポルティーボ・サプリサで長くプレーし、8回のプリメーラ・ディビシオン優勝を経験した。また、2005年にはCONCACAFチャンピオンズリーグでも優勝した。

### 代表
1998年にコスタリカ代表デビュー。2002 CONCACAFゴールドカップでは全5試合に出場、準優勝した。2002 FIFAワールドカップ、2006 FIFAワールドカップのメンバーにも選出、ともにグループステージ敗退したものの全試合に出場した。コスタリカ代表で12年プレーし、通算136試合に出場、24得点をあげた。

## 代表歴

### 出場大会
- コスタリカ代表
  - 2002 FIFAワールドカップ
  - 2006 FIFAワールドカップ

### 試合数
- 国際Aマッチ 136試合 24得点（1998年-2009年）[1]

| コスタリカ代表 | 国際Aマッチ | 国際Aマッチ |
| 年             | 出場        | 得点        |
| -------------- | ----------- | ----------- |
| 1998           | 1           | 0           |
| 1999           | 9           | 2           |
| 2000           | 15          | 1           |
| 2001           | 13          | 2           |
| 2002           | 13          | 2           |
| 2003           | 15          | 5           |
| 2004           | 13          | 0           |
| 2005           | 10          | 3           |
| 2006           | 6           | 0           |
| 2007           | 17          | 4           |
| 2008           | 10          | 1           |
| 2009           | 14          | 4           |
| 通算           | 136         | 24          |